# Poly(tetramethyleenether)glycol
Poly(tetramethyleenether)glycol (PTMEG) is het polymeer bekomen door de ring-openingpolymerisatie van tetrahydrofuraan. Het polymeermolecuul is een polyetherglycol: het is een polyether en heeft twee hydroxylgroepen, één aan elk uiteinde (dit noemt men een α-ω-diol).
Andere benamingen voor deze stof zijn poly(tetrahydrofuraan), poly(tetramethyleen)glycol of poly(tetramethyleenoxide). Het CAS-nummer is 25190-06-1.
De polymerisatie gebeurt met als katalysator een sterk zuur als fluorsulfonzuur. In een octrooi uit 2009 stelt DuPont voor om de polymerisatie uit te voeren in een ionische vloeistof, waarin ook de katalysator aanwezig is. Het polymerisatieproduct vormt een aparte polyetherglycolfase, die gemakkelijk van de ionische vloeistof kan gescheiden worden. De katalysator blijft in de ionische vloeistof. Door de juiste keuze van de ionische vloeistof kan men het molecuulgewicht van het polymeer beïnvloeden.
Commercieel PTMEG is verkrijgbaar in een aantal grades met een verschillend gemiddeld molecuulgewicht; dat varieert van ca. 250 tot 3000 da. De polymerisatiegraad n is dus niet groot, tot maximaal enkele tientallen. Merknamen zijn bijvoorbeeld "Terathane" van Invista en "PolyTHF" van BASF.
Naargelang het molecuulgewicht is PTMEG bij kamertemperatuur vloeibaar (molecuulgewicht < 650) of vast (molecuulgewicht > 1.000), maar met een laag smeltpunt (niet meer dan ca. 40°C). De dichtheid (gesmolten toestand) ligt tussen 0,97 en 0,98 g/ml. Het is niet oplosbaar in water, wel in alcoholen, esters of ketonen.
PTMEG wordt gebruikt om gesegmenteerde polyurethanen of polyesters te maken. De reactie met een di-isocyanaat levert een polyurethaan; met een dicarbonzuur of een ester van een dicarbonzuur bekomt men een polyester. Het zijn elastomeren die kunnen verwerkt worden tot elastische vezels (bijvoorbeeld elasthan of spandex), coatings, films, kleefmiddelen en kitten, of allerlei onderdelen. PTMEG (of een ander polyetherpolyol) vormt het flexibele deel van dergelijke elastomeren, en zorgt ervoor dat spandexvezels tot 600% kunnen uitrekken en tot hun oorspronkelijke lengte terugkeren. Polyurethanen zijn de voornaamste eindproducten.